# UFC 140
UFC 140: Jones vs. Machida foi um evento de artes marciais mistas promovido pelo Ultimate Fighting Championship, realizado em 10 de dezembro de 2011 no Air Canada Centre, em Toronto, no Canadá. Na luta principal, o americano Jon Jones manteve o cinturão dos meio pesados ao derrotar o brasileiro Lyoto Machida por finalização, aos 4:26 do segundo round.

## Resultados
Nota 1 Pelo Cinturão Meio-Pesado do UFC.

## Bônus da Noite
Os lutadores receberam US$ 75 mil em bônus.
- Luta da Noite (Fight of the Night):  Jon Jones vs.  Lyoto Machida
- Nocaute da Noite (Knockout of the Night):  Chan Sung Jung
- Finalização da Noite (Submission of the Night):  Frank Mir